# Шмауг
Шмауг (Smaug, Змај од Еребора) био је највећи Змај Трећег Доба. Дивовски златножути Ватрени змај, имао је огромна крила као у слепог миша и омотач од непробојних гвоздених крљушти. Његов једини рањиви део - трбух, био је заштићен прслуком од драгуља који су постали усађени ту вековним лежањем на ризницама накита. Мада му је порекло непознато, зна се да је живео у Сивим Планинама пре но што је 2770. године дошао у Еребор. Ту је палио и пустошио Дол, пре уласка у Краљевство под Планином, где је побио или отерао патуљке. Два века је задовољно лежао на хрпи блага у Еребору.
Године 2941. дремеж му је поремећен када су му дванаест Патуљака предвођених законитим краљем Еребора, Торином Храстоштитом и Хобит , по имену Билбо Багинс, украли део злата. Својим лукавством Хобит Билбо Багинс успео је да открије једно место на широким грудима Шмауга, које није било прекривено драгуљима и где се могло забости сечиво. Шмауг је у бесу напао Језерске Људе Езгарота, и убијен је црном стрелом Барда Луконосца која је пробила то једино место на његовом трбуху.